# Babos Gyula
Babos Gyula (Budapest, 1949. június 26. – Budapest, 2018. április 12.) Liszt Ferenc-díjas magyar dzsesszgitáros.
Számos hazai, illetve külföldi dzsessz-zenésszel lépett fel és készített lemezt. Felesége Katona Klári énekesnő volt. Korábbi kapcsolatából van egy fia, Csongor (1971), akit a nagyszülei neveltek.

## Pályafutása
Édesapja hegedűs volt és Babos is hegedülni, majd később rövid ideig zongorázni tanult. Tizenöt évesen már a Futurama zenekarban gitározott, de igazán 1970-től kezdték el megismerni a Kex nevű együttesből, majd onnan kilépve két év múlva a Rákfogóban zenélt 1974-ig. Előtte 1966-ban a Magyar Rádió jazz versenyén első helyezést ért el. Egy évvel később már a dobos Kőszegi Imre zenekarában muzsikált, összesen két évig, majd megalapította első formációját Saturnus néven 1979-ben. Közben, 1977-től a Liszt Ferenc Zeneművészeti Főiskola Jazz Tanszakának tanára lett, érettségi és tanári diploma nélkül. 1985-ben létrehozta a Babos Trio Plusz-t, amit később a Babos Trio váltott fel, melyben Balázs Elemér dobossal és Egri János nagybőgőssel zenélt együtt.
1988-ban megjelent első lemeze Kinn és benn címmel a Hungaroton kiadásában. Egy évvel később a Petőfi Csarnokban lépett fel Victor Bailey, Terry Lynn Carrington, Jinda György és Szakcsi Lakatos Béla társaságában, majd EMeRTon-díjban részesült. Az elkövetkezendő időkben évente fellépett egy-egy híresebb előadóval, úgy mint Frank Zappával, James Moodyval, Tony Scott-tal. Később a Hungarotonnál megjelent a Sham című hanglemez, amelynek alkalmával a kor legjobb hazai jazz zenészei gyűltek össze, melynek címe a már régóta külföldön élő Jinda György zenei világára utal. 1994-ben a Sony Columbia kiadásában megjelent a gitáros második jazzalbuma, a Blue Victory, amelynek közreműködői a Petőfi Csarnok-béli koncerten már játszottak együtt. A lemez 12 országban jelent meg, majd tovább vitte zenekarát immár Babos Quartet néven, amiben Szappanos György, Szakcsi Lakatos Béla és Borlai Gergő játszott, de közben a Take 4-ral is gitározott. 1997-től formációja megint új nevet kapott, ezúttal a Babos Project Romani-t, amivel számos hazai és külföldi fesztiválon aratott sikert az elmúlt években olyan városokban, mint például Marseilles, Eilat, Bukarest, London és Kassa. A Sony Columbia 1998-ban megjelentette Egyszer volt… címmel az együttes lemezét, amelyen olyan zenészek játszottak együtt, mint Bihari Ernő, Borlai Gergő, Dobi Matild, Hárs Viktor, Kunovics Katalin, Lattmann Béla és Oláh Tzumo Árpád.
1998-ban a Take Four-ral három lemezt készítettek el, majd 2001-ben Herbie Mann-nel készített felvételt. Három évvel rá limitált példányszámban megjelent a Trilok Gurtu-val közösen készített koncertlemez Hetvenöt perc címmel, majd megkapta második díját, a Szabó Gábor-díjat, 2005-ben pedig a Magyar Köztársasági Érdemrend Tisztikeresztjét kapta meg, s új felállással mutatkozott, a Babos Project Special-lal, amivel egy évvel rá lemezt is készített, mégpedig a Variációt.

## Együttese
Első saját együttese 1979-ben Saturnus néven működött, de pár évvel később 1985-ben a Babos Trio Plusz formációt hozta létre, amit később a Babos Trio váltott fel. Tovább vitte zenekarát immár Babos Quartet néven, majd 1997-ben megalakult Babos Project Romani amivel egy évvel később kiadták az Egyszer volt… című lemezüket. 2005-ben új felállással mutatkozott, a Babos Project Special-lal, amivel szintén készített lemezt egy évvel rá a megalakulásuk után, mégpedig a Variációt. Utolsó formációjáról így vélekedett a gitáros:
A térség zenei kincseit szeretném integrálni az általam képviselt improvizativ összefoglaló zenébe. Ehhez fantasztikus partnereket találtam. A zongorán Szakcsi Lakatos Róbert játszik, aki a Basel-i Zeneakadémia klasszikus, majd jazz tanszakán tanult. Legjelentősebb elismerése a Montreux-i jazz-zongora-verseny első díja. Dobokon egy új felfedezett, Oláh Gábor, basszusgitáron és bőgőn a méltán elismert Hárs Viktor játszik. A különleges adottságú Veress Mónika énekkel, s éneken alapuló hanghatásokkal járul a zene megvalósításához.
- 1979 – Saturnus: Babos Gyula gitár, Dandó Péter basszusgitár, Gritz Péter dob, Szakcsi Lakatos Béla zongora
- 1985 – Babos Trio Plusz: Babos Gyula gitár, Winand Gábor ének
- 1989 – Babos Trio: Babos Gyula gitár, Balázs Elemér dob, Egri János nagybőgő
- 1990 – Babos Quartet: Babos Gyula gitár, Szappanos György basszusgitár, Szakcsi Lakatos Béla zongora, Borlai Gergő dob
- 1997 – Babos Project Romani: Babos Gyula gitár, Borlai Gergő dob, Emilio, Fekete István trombita, Hárs Viktor, Kunovits Katalin ének, Nagy Lajos, zongora
- 2005 – Babos Project Special: Babos Gyula gitár, Szakcsi Lakatos Róbert zongora, Patai Öcsi hegedű, Hárs Viktor nagybőgő, Oláh Gábor dob, Veress Mónika ének[3]

## Zenekarok
- 1964 – Futurama
- 1965 – Kovács Andor
- 1966–1967 – Pege Quintet (Pege Aladár, Jávori Vilmos, Ungár István, Magyar János)
- 1968 – Junior sextet (Jávori Vilmos, Ráduly Mihály, Lakatos Vilmos, Kürtösi György, Magyar János)
- 1969 – Pete Lanchaster and The Upsetters
- 1970 – Kex
- 1972 – Rákfogó
- 1975 – Kőszegi Rhythm and Brass
- 1979–1983 – Saturnus
- 1984 – BDSZ Collection (Babos Gyula, Dés László, Szakcsi Lakatos Béla, Balogh Kálmán, Dandó Péter, Szende Gábor)
- 1985 – Babos Trio Plusz (Egri János, Winand Gábor, Berecz Endre)
- 1989 – Babos Trio (Egri János, Balázs Elemér)
- 1994–1996 – Babos Quartet (Szappanos György, Szakcsi Lakatos Béla, Borlai Gergő)
- 1995 – Take Four (Tomsits Rudolf, Pege Aladár, Kőszegi Imre)
- 1997 – Babos Project Romani
- 2005 – Babos Project Special[4]

## Diszkográfia
| Év   | Album                         | Megjegyzés      |
| ---- | ----------------------------- | --------------- |
| 1977 | Ultraviola                    | Közreműködő, LP |
| 1980 | Saturnus                      | közreműködő, LP |
| 1988 | Kinn és benn                  | Szólóalbum      |
| 1991 | Hungarian Jazz Anthology 1991 | Közreműködő     |
| 1994 | Blue Victory                  | Szólóalbum      |
| 1995 | Take 4                        | Közreműködő     |
| 1995 | Hungarian Jazz Workshop No. 2 | Közreműködő     |
| 1997 | Something New, Something Old  | Közreműködő     |
| 1997 | Take More                     | Közreműködő     |
| 1998 | Egyszer volt…                 | Szólóalbum      |
| 2001 | Funky Violin                  | Közreműködő     |
| 2004 | Hetvenöt perc                 | Szólóalbum      |
| 2005 | Örömkoncert 2005              | Közreműködő     |
| 2006 | Variáció                      | Szólóalbum      |
| 2007 | Blues egy trombitásért        | Közreműködő     |

## Díjak
- 1991 – EMeRTon-díj
- 2003 – Szabó Gábor-díj
- 2005 – A Magyar Köztársasági Érdemrend tisztikeresztje
- 2008 – Liszt Ferenc-díj